# Чойбалсан (сомон)
Чойбалсан (монг. Баяндун) — сомон аймака Дорнод в северо-восточной части Монголии, площадь которого составляет 10 152 км². Численность населения по данным 2009 года составила 2 691 человек.
Сомон часто путают с одноимённым городом, являющимся административным центром аймака Дорнод.
Центр сомона — посёлок Хулстай, расположенный в 55 километрах от административного центра аймака — города Чойбалсан и в 711 километрах от столицы страны — Улан-Батора.

## География
Сомон расположен в северо-восточной части Монголии. Имеет границу с Китайской Народной Республикой. На территории Чойбалсана располагаются горы Цувраа, Сэргэлэн, Их унэгт, Улзийт, Цагаантолгой, Дунд хярт, протекают реки Хэрлэн, Улз, Яхь.
Из полезных ископаемых в сомоне встречаются свинец, асфальт, уголь, химическое и строительное сырьё.

## Климат
Климат резко континентальный. Средняя температура января -22 градусов, июля +21 градусов. Ежегодная норма осадков 200-280 мм.

## Фауна
Животный мир Чойбалсана представлен лисами, волками, манулами, косулями, аргалями, дикими козами, зайцами, тарбаганами.

## Инфраструктура
В сомоне есть школа, больница.